# Parabacillus coloradus
Parabacillus coloradus är en insektsart som först beskrevs av Scudder, S.H. 1893.  Parabacillus coloradus ingår i släktet Parabacillus och familjen Heteronemiidae. Inga underarter finns listade i Catalogue of Life.